# Andrei Mureșanu
Andrei Mureșanu (Bistrița, 16 de novembro de 1816 — Brașov, 12 de outubro de 1863) foi um poeta e revolucionário romeno da Transilvânia.
Mureșanu nasceu numa família de camponeses, estudou filosofia e teologia em Blaj e posteriormente foi professor em Brașov. Publicou suas primeiras poesias na revista "Foaia pentru Minte, Inimă și Literatură"
Foi uma das figuras mais importantes da revolução de 1848, participando na delegação que representou Brașov na assembleia de Blaj em maio de 1848. Seu poema "Un răsunet" tornou-se de imediato o hino dos revolucionários, e posteriormente foi renomeado para Deșteaptă-te, române!. Nicolae Bălcescu chamou a canção de "La Marseillaise dos romenos" pela sua capacidade de mobilizar o povo para a luta. O poema tornou-se o hino da Romênia em 1990.
Após a revolução, Mureșanu trabalhou como tradutor em Sibiu e algumas de suas obras nacionalistas foram publicadas na revista "Telegraful Român". Em 1862 suas poesias foram publicadas num único volume.